# Выдрин, Иван Ефремович
Ива́н Ефре́мович Вы́дрин (1908—1987) — участник Великой Отечественной войны, командир орудия 306-го истребительно-противотанкового дивизиона 247-й стрелковой дивизии 69-й армии 1-го Белорусского фронта, старший сержант. Герой Советского Союза.

## Биография
Родился 23 июня 1908 года в селе Крестьянка Российской империи, ныне Мамонтовского района Алтайского края, в крестьянской семье. Русский.
Образование неполное среднее. С 1929 года работал в колхозе. Был участником Всесоюзной сельскохозяйственной выставки (ВСХВ) в Москве в 1939 году, награждён серебряной медалью выставки. С 1939 года работал председателем сельсовета. Член ВКП(б)/КПСС с 1939 года.
Призван в Красную Армию был Мамонтовским РВК Алтайского края в 1941 году. В действующей армии — с июня 1941 года. Сражался на Западном и 1-м Белорусском фронтах. Участник Белорусской операции. Был трижды ранен.
Особо отличился в ходе Люблин-Брестской операции при форсировании Вислы и в боях на захваченном плацдарме. Одним из первых с орудием переправился 29 июля 1944 года через Вислу юго-западнее города Пулавы (Польша). В ночь на 3 августа, находясь в боевых порядках пехоты, огнём орудия отразил 5 вражеских контратак. Участвовал в дальнейших боях за удержание плацдарма.
После окончания войны И. Е. Выдрин был демобилизован. Вернулся на родину, работал председателем сельсовета, бригадиром тракторного отряда и бригадиром на ферме.
Последние годы жил в Барнауле. Умер 8 мая 1987 года.

## Награды
- Указом Президиума Верховного Совета СССР от 21 февраля 1945 года за мужество и героизм, проявленные при форсировании Вислы и в боях на захваченном плацдарме, старшему сержанту Выдрину Ивану Ефремовичу присвоено звание Героя Советского Союза с вручением ордена Ленина и медали «Золотая Звезда» (№ 3085).
- Награждён орденами Ленина, Отечественной войны 1-й и 2-й степеней, Красной Звезды, а также медалями, в числе которых две медали «За отвагу», медали «За освобождение Варшавы», «За взятие Берлина», «За победу над Германией», «За доблестный труд» и другие.

## Память
- Именем Героя назван переулок в селе Крестьянка.